# Status quo ante bellum
Терминът statu quo ante bellum, или in statu quo ante bellum (англофоните добавят s към statu при цитиране на латинския израз status quo ante bellum, status quo), произлиза от латински и означава „държавата или статуквото, съществували така, както са били (или така както са съществували) преди войната“. Този термин първоначално е използван в договорите и се отнася до оттеглянето на вражеските войски, както и възстановяване на суверенитета, който е съществувал преди началото на конфликта. Използван в този смисъл, изразът означава, че нито една страна няма печалби или загуби на територия и политически и икономически права. Този израз контрастира на израза Uti possidetis juris, където всяка от страните запазва придобита територия или друга собственост, които тя притежава в края на войната.

## Исторически примери
- Британско-американска война от 1812 завършва с договора от Гент, подписан през 1814. По време на преговорите британските дипломати предлагат края на войната да бъде Uti possidetis juris. Но окончателният договор, до голяма степен повлиян от резонанса от победата на американците в битката при Платсбърг, не оставя никаква печалба или загуба на територия нито за САЩ, нито за канадските колонии на Великобритания.

Друг такъв случай е Сръбско-българската война.